# هنری شومن
هنری شومن (انگلیسی: Henri Schoeman؛ زادهٔ ۳ اکتبر ۱۹۹۱) ورزشکار ورزش سه‌گانه اهل آفریقای جنوبی است.
وی در مسابقات کشوری و بین‌المللی در مجموع برندهٔ ۲ مدال طلا، ۱ مدال نقره و ۱ مدال برنز شده‌است.